# Гералд Ерман
Гералд „Джери“ Ерман (на немски: Gerald 'Gerry' Ehrmann, роден на 18 февруари 1959 в Таубербишофсхайм) е бивш германски футболист и днешен вратарски треньор.
През сезон 1977/78 Ерман получава първия си професионален договор в първодивизионния германски Кьолн и става шампион на Първа Бундеслига като резервен вратар на легендарния Тони Шумахер. Под съветите и насърченията на националния страж на „Бундестима“ Ерман развива своя вратарски талант, но така и не успява да излезе от сянката на своя наставник. Истинската кариера на Ерман започва през 1984 г., когато преминава от Кьолн в Кайзерслаутерн, за да може да играе постоянно. Той се утвърждава като титулярен вратар на Фриц-Валтер-Щадион и бързо се превръща в любимец на привържениците на „червените дяволи“, които го наричат „Тарзан“. Лаутерите печелят Първа Бундеслига през 1991 г., а през 1990 и 1996 г. вдигат Купата на Германия. През годините в Кайзерслаутерн най-сериозен спомен остава съперничеството между Ерман и Клаус Райтмайер за вратарския пост в отбора. Състезанието между двамата преминава с променлив успех и през 1994 г. Райтмайер преминава в Карлсруе, където по ирония на съдбата спонсор на баденци е фирмата „Ерман АД“, чието лого стои на екипите на синьо-белите.
През професионалната си кариера до 1997 г. Гералд Ерман играе 294 пъти в Първа Бундеслига и 9 пъти във Втора Бундеслига.
След края на кариерата си през 1997 г. той започва да тренира вратарите на Кайзерслаутерн и успява да създаде и изгради играчи като Роман Вайденфелер, Тим Вийзе, Флориан Фромловиц, Тобиас Зипел и Луис Роблес. Признание за работата на треньора са представянията на Вийзе във Вердер Бремен и на Вайденфелер в Борусия Дортмунд, а Зипел и Фромловиц са младежки национали на „бундестима“. Роблес играе за националния отбор на САЩ.

## Успехи
- 1978 Шампион на Германия и носител на Купата на Германия
- 1983 Носител на Купата на Германия
- 1990 Носител на Купата на Германия
- 1991 Шампион на Германия
- 1996 Носител на Купата на Германия

## Weblinks
- Данни за Гералд Ерман на немски език в Fußballdaten